# ゲッターマウス7R
『ゲッターマウス7R』（ゲッターマウスセブンアール）は、2007年にアルゼから発売された5号機のパチスロ機。4段階設定。1996年にエレコから発売された『ゲッターマウス』を、演出用のリールにより再現している。保通協における型式名は『ゲッターマウス1』。

## 概要
初代の『ゲッターマウス』を可能なかぎり再現しているのが特徴。リールは、上部に1本、「ビッグリール」と呼ばれる演出用リールに3本、「ミニリール」と呼ばれる本来のリールに3本の合計7本ある。そのため、機種名に「7」がついている。
本来のリールである、ミニリールは8ラインが有効で、中段は無効ラインとなっている。通常時は3枚掛け、ボーナス中は2枚掛けでプレイする。
ボーナスは2種類。「BIG CHANCE」は「ミニリール」に赤のボーナス絵柄が揃えば入賞。345枚を越える払い出しで終了（純増枚数は最大312枚）する。「GETTER CHANCE」は「ミニリール」に青のボーナス絵柄が揃えば入賞。105枚を越える払い出しで終了（純増枚数は最大104枚）する。ボーナス合成確率は設定1でも約1/153.1と高い。
ハマリ救済機能も搭載されており、前回のボーナスがBIGなら1000ゲーム、GETTERなら800ゲームを越えてもボーナスに当選していないとRTに突入する。RTはボーナス当選で終了となり、その間はコインが微増する。
すべての小役にボーナスとの同時当選の可能性があり、特に1枚役（ビッグリール上では中段チェリー、払い出しは2枚）・4枚役（同、角チェリー）・15枚役（同、スイカ）の期待度が高くなっている。15枚役はミニリール上では左が赤・青の2種類があり、フラグは共通・単独の2種類がある。単独の場合は赤・青のどちらか一方でないと入賞しないが、共通の場合はどちらでも入賞する。ただし単独の場合は、1/2でナビが発生するため、ナビされた色をミニリールの左リールに狙えば入賞する。
共通15枚役の同時当選期待度には設定差があるが、約50%と高い。一方の単独15枚役は約1%と期待薄となっている。また、1枚役の期待度は約2 - 4%、4枚役は約2 - 3%（ともに設定差あり）である。ただ、本機種ではボーナスは単独当選が中心となっており、同時当選の占める割合は半分にも満たない。そのため、これらの小役が出現しなくてもボーナスの期待は持てる。
それ以外の小役、8枚役（ビッグリール上ではオレンジが揃う）・リプレイでの期待度はともに約0.1%である。
ビッグリール上の対応小役とミニリール上での成立小役が異なっているときもあり、この場合はボーナス確定となる（順押し限定）。

## BIG CHANCE
ミニリールで赤のボーナス絵柄が揃えばスタートする。なおその時点までにビッグリール上に7かネズミが揃っていない場合、ミニリール停止直後にビッグリールが再始動する。ここでビッグリール上に7かネズミを揃えないと、ボーナス中の15枚役のナビが発生しないため、獲得枚数が減る可能性もある。

## ボーナス確率
| 設定 | BIG      | GETTER   | 合成     |
| ---- | -------- | -------- | -------- |
| 1    | 1/287.44 | 1/327.68 | 1/153.12 |
| 4    | 1/273.07 | 1/287.44 | 1/140.03 |
| 6    | 1/256.00 | 1/262.14 | 1/129.52 |
| H    | 1/240.06 | 1/240.06 | 1/120.03 |